# 고베촌
고베촌(古部村)은 나가사키현 시마바라 반도에 있던 촌이며 미나미타카키군에 속해 있었다. 1926년에 인접한 이후쿠촌과 합병해 다이쇼촌이 되었다.
현재의 운젠시 미즈호정의 서부, 후루베 지구에 해당한다.

## 지리
시마바라 반도의 북부에 위치한다. 미나미타카키군 내에서 면적이 가장 작은 자치체이다

## 역사
- 1889년 4월 1일 - 정촌제 시행에 의해 미나미타카키군 고베촌이 성립하였다.
- 1912년 10월 10일 - 당촌역에 시마바라 철도선의 후루베역이 개업하였다.
- 1926년 7월 1일 - 이후쿠촌과 합병해 다이쇼촌이 성립하여, 고베촌은 소멸하였다.

## 교통

### 철도
- 시마바라 철도
  - 시마바라 철도선

## 参考文献
- 角川日本地名大辞典 42 長崎県
- 長崎県南高来郡町村要覧．上編「古部村」（1893年）国立国会図書館デジタルコレクション
- 長崎縣告示第三百二十二號・三百二十三號『村廃置に関する件 보관됨 2018-01-27 - 웨이백 머신、 보관됨 2018-01-27 - 웨이백 머신』長崎県公報 大正15年7月1日付号外